# The Collective (film)
The Collective è un film del 2023 diretto da Tom DeNucci.

## Trama
L'organizzazione criminale di Daisy è riuscita a catturare un prezioso informatore, la cui vita sarà messa all'asta da Miro. Un'agenzia segreta, denominata "the collective" e gestita da Liam, è sulle loro tracce ma, quando l'identità dei loro agenti viene compromessa, è costretta a trovare una soluzione diversa. Daisy invia Nikita ad occuparsi di un agente del "collective", Hugo, che si sta avvicinando troppo, attirandolo in una trappola dalla quale riesce a fuggire. Liam è quindi costretto ad accettare l'arruolamento di una giovane recluta, Sam, e mandarla sul campo ad affiancare Hugo, liberare l'ostaggio e sgominare la banda di Daisy. Nonostante un inizio non dei migliori, i due si avvicinano ulteriormente a trovare Daisy che, vedendosi minacciata, invia nuovamente Nikita ad occuparsi di loro. Lei, guidando un manipolo di mercenari, assaltano la casa di Hugo con l'obbiettivo di assassinarlo; Hugo viene ferito gravemente da Nikita, che pensa sia morto, mentre Sam riesce a fuggire. Nonostante Sam sappia il luogo in cui verrà fatta l'asta, Liam gli ordina di abbandonare la missione. Sam decide quindi di proseguire da solo, si infiltra all'asta con un nome falso, libera gli ostaggi e sgomina l'organizzazione criminale di Daisy.

## Personaggi
- Sam Alexander è un assassino alle prime armi arruolato dal "collective", un'agenzia segreta sulle tracce di Miro.[2]
- Daisy è la direttrice dell'organizzazione criminale.[2]
- Nikita è il capo della sicurezza dell'organizzazione criminale di Daisy.[3]
- Miro è il banditore d'aste di un'organizzazione criminale. Mette all'asta vite umane per squallidi miliardari.[3]
- Hugo è un ex agente della CIA e membro del "collective". Aiuterà Sam a sgominare l'organizzazione di Daisy.[2]
- Liam è un ex agente della CIA e capo del "collective". Arruola Sam mandandolo sul campo per fermare Daisy e Miro e salvare un informatore.[2]

## Produzione
Nel dicembre 2022 è stato annunciato che Lucas Till, Ruby Rose, Tyrese Gibson e Don Johnson hanno fatto parte del cast del film e che le riprese principali si erano concluse. Il mese successivo venne annunciato che Paul Ben-Victor e Mercedes Varnado avevano recitato in un ruolo principale.

## Promozione
Il primo trailer è stato diffuso il 27 giugno 2023.

## Distribuzione

### Data di uscita
Il film è stato trasmesso in anteprima mondiale nelle sale cinematografiche statunitensi, in streaming e in digitale il 4 agosto 2023.
Le date di uscita internazionali nel corso del 2023 sono state:
- 4 agosto negli Stati Uniti d'America
- 10 agosto negli Emirati Arabi Uniti
- 18 agosto in Sudafrica e Turchia (Suikastçılar)
- 7 settembre in Kuwait
- 19 settembre in Canada
- 21 settembre in Paesi Bassi
- 11 dicembre in Italia
- 14 dicembre in Germania

### Edizione italiana
La direzione del doppiaggio è di Gianluca Crisafi e i dialoghi italiani sono curati da Marzia Bistolfi per conto della Tiger Film.